# Jolanda di Savoia
Jolanda di Savoia ist eine italienische Gemeinde (comune) mit 2618 Einwohnern (Stand 31. Dezember 2023) in der Provinz Ferrara in der Emilia-Romagna. Die Gemeinde liegt etwa 28,5 Kilometer ostnordöstlich von Ferrara.

## Geschichte
Die Gemeinde wurde 1911 nach der Prinzessin von Italien, Jolanda Margherita von Savoyen, der ersten Tochter Viktor Emanuels III., benannt. Bis 1903 hieß die Gemeinde Le Venezie.

## Geographie
Auf dem Gebiet der Gemeinde befindet sich im Weiler Contane der tiefste Punkt Italiens. Die Höhe wird auf Karten des Militärgeographischen Institut Florenz mit 3,44 m unter NN angegeben.

## Persönlichkeiten
- Rubens Fadini (1927–1949), Fußballspieler